# Zespół Peters-plus
Zespół Peters-plus (zespół Krause'a-Kivlina, zespół Krause'a, van Schoonevelda-Kivlina, ang. Peters-plus syndrome, Krause-van Schooneveld-Kivlin syndrome, Krause-Kivlin syndrome) – rzadki zespół wad wrodzonych. Na fenotyp zespołu składają się anomalia Petersa, środkowy ubytek w błonie Descemeta, i płytka komora przednia oka ze zrostami między tęczówką a rogówką. Poza objawami ocznymi występuje karłowatość ze skróceniem kończyn i opóźnienie umysłowe. Choroba związana jest z mutacjami obu alleli genu B3GALTL. Historyczny pierwszy opis anomalii ocznych jest autorstwa niemieckiego okulisty Alberta Petersa (1862-1938), który przedstawił opis trzech braci w 1906 roku. Do 2003 roku opisano około 50 przypadków zespołu.